# Конституція Азербайджану
Конституція Азербайджанської Республіки (азерб. Azərbaycan Respublikasının Konstitusiyası) — основний закон Азербайджанської Республіки. Прийнято 12 листопада 1995 року, шляхом загального народного референдуму. Має вищу юридичну силу, пряму дію і верховенство на всій території Азербайджану.

## Історія
Перша Конституція Азербайджану (Азербайджанської РСР) була прийнята 19 травня 1921 року на I Всеазербайджанському з'їзді Рад. Конституція 1921 року закріпила диктатуру міського й сільського пролетаріату. Складена за зразком Конституції РРФСР, ця конституція закріпила керівну роль робочого класу в органах державної влади. Нову редакцію Конституції Азербайджану було прийнято 14 березня 1925 року на IV Всеазербайджанському з'їзді Рад.
IX Всеазербайджанський з'їзд Рад, що зібрався 10 березня 1937 року, обговорив проект нової Конституції Азербайджанської РСР і 14 березня затвердив нову конституцію республіки. Нова конституція відображала національні, економічні, політичні й історичні особливості республіки. 21 квітня 1978 року Позачергова VII сесія Верховної Ради Азербайджанської РСР дев'ятого скликання прийняла останню Конституцію Азербайджанської РСР.
Після здобуття Азербайджаном незалежності виникла необхідність у підготовці нової Конституції. Шляхом всенародного референдуму 12 листопада 1995 року було ухвалено першу Конституцію незалежного Азербайджану.

## Конституція Азербайджану 1995 року

### Мета прийняття Конституції
Народ Азербайджану, продовжуючи багатовікові традиції своєї державності, керуючись принципами, відображеними у Конституційному Акті «Про Державну Незалежність Азербайджанської Республіки», бажаючи забезпечити благополуччя всіх і кожного, утвердити справедливість, свободу й безпеку, визнаючи свою відповідальність перед минулим, нинішнім і майбутнім поколіннями, використовуючи своє суверенне право, урочисто заявляє про такі свої наміри:
- Захищати незалежність, суверенітет і територіальну цілісність Азербайджанської Республіки;
- Гарантувати в рамках Конституції демократичний устрій;
- досягти затвердження громадянського суспільства;
- Збудувати правову, світську державу, що забезпечує верховенство законів як волевиявлення народу;
- Забезпечити всім гідний рівень життя відповідно до справедливого економічного й соціального порядку;
- Зберігаючи прихильність до загальнолюдських цінностей, жити в умовах дружби, миру й безпеки з іншими народами та з цією метою здійснювати взаємовигідне співробітництво.
- В ім'я перелічених вище високих намірів шляхом всенародного голосування — референдуму приймається дійсна Конституція.

### Зміст
- Розділ перший: Загальні положення
  - Глава I. Влада народу
  - Глава II. Основи держави
- Розділ другий: Основні права, свободи й обов'язки
  - Глава III. Основні права і свободи людини й громадянина
  - Глава IV. Основні обов'язки громадян
- Розділ третій: Державна влада
  - Глава V. Законодавча влада
  - Глава VI. Виконавча влада
  - Глава VII. Судова влада
  - Глава VIII. Нахічеванська Автономна Республіка
- Розділ четвертий: Місцеве самоврядування
  - Глава IX. Муніципалітети
- Розділ п'ятий: Право і закон
  - Глава X. Система законодавства
  - Глава XI . Зміни до Конституції Азербайджанської Республіки
  - Глава XII. Доповнення до Конституції Азербайджанської Республіки
- Перехідні положення